# Charlie Bone
Những đứa con của Vua Đỏ (Children of the Red King) là một series 8 tiểu thuyết giả tưởng, học đường và phiêu lưu dành cho trẻ em được viết bởi tác giả người Anh Jenny Nimmo, xuất bản lần đầu bởi Egmont từ năm 2002 đến năm 2009. Bộ truyện thường được độc giả Việt Nam biết đến với tên gọi Charlie Bone - dựa theo tên nhân vật chính trong truyện.

## Thông tin sơ lược
Charlie Bone được xuất bản lần đầu bởi Egmont Books. Hai cuốn đầu tiên được phát hành dưới dạng bìa mềm, những tác phẩm sau đó được phát hành dưới dạng bìa cứng.
1. Charlie Bone Lúc nửa đêm (01/2002)
2. Charlie Bone & Quả cầu xoắn thời gian (10/2003)
3. Charlie Bone & Cậu bé vô hình (04/2004)
4. Charlie Bone & Lâu đài gương (06/2005)
5. Charlie Bone & Nhà vua ẩn mình (06/2006)
6. Charlie Bone & Sói hoang (06/2007)
7. Charlie Bone & Cái bóng xứ Badlock (09/2008)
8. Charlie Bone & Hiệp sĩ đỏ (10/2009)

## Tóm lược nội dung
Sau khi tình cờ tìm thấy bức ảnh chụp một em bé gái bị mất tích, cậu bé 10 tuổi Charlie Bone phát hiện bản thân sở hữu một năng lực đặc biệt. Charlie bắt đầu nghe thấy giọng nói của những nhân vật trong bức ảnh. Cậu sau đó biết được mình là hậu duệ của Vua Đỏ, một pháp sư thời cổ đại. Nhiều người trong số các hậu duệ của Vua Đỏ được ban tặng sở hữu sức mạnh phép thuật. Bà nội Charlie và ba bà cô độc ác gửi cậu đến Học viện Bloor, nơi quy tụ nhiều đứa trẻ được ban phép thuật theo học. Nội dung truyện sau đó xoay quanh những cuộc phiêu lưu của Charlie cùng những người bạn để chống lại các âm ưu của gia đình Bloor.

## Nhân vật chính

### Những hậu duệ của Vua Đỏ
Charlie Bone là nhân vật chính của bộ truyện. Cậu là hậu duệ của Vua Đỏ và Mathonwy, một pháp sư xứ Wales và là bạn của Vua Đỏ. Charlie có thể nghe thấy giọng nói của các nhân vật trong tranh ảnh, nói chuyện với họ và, trong một số trường hợp, đi vào trong các bức tranh.
Manfred Bloor - một trong những nhân vật phản diện chính - có khả năng thôi miên. Vào cuối bộ truyện, năng lực của Manfred thay đổi - anh có thể điều khiển được lửa, giống như tổ tiên anh là Borlath.
Dagbert Endless có thể điều khiển nước.
Dorcas Loom có thể ếm bùa vào quần áo.
Una Onimous, cháu gái của Orvil Onimous và Onoria Onimous, có khả năng tàng hình.
Asa Pike, một người sói, có thể thay đổi hình dạng vào lúc chạng vạng. Cậu là phụ tá của Manfred cho đến cuối tập 5, khi cậu giúp đỡ Charlie và những người bạn giải thoát Vua Đỏ. Vì hành động này, cậu bị trừng phạt và sau đó được Charlie Bone giải cứu trong tập 6.
Billy Raven, một cậu bé bạch tạng, có khả năng nói chuyện với động vật. Cậu mồ côi cha mẹ từ nhỏ.
Lysander Sage là hậu duệ của một nhà thông thái châu Phi - cậu có thể gọi hồn tổ tiên của mình.
Gabriel Silk có thể cảm nhận cảm xúc của người khác qua quần áo của họ. Cậu xuất thân từ một dòng tộc các nhà ngoại cảm.
Joshua Tilpin có thể điều khiển từ tính. Cậu hậu duệ của Lilith, con gái lớn của Vua Đỏ.
Emma Tolly có thể biến thành chim. Cô bị Manfred Bloor thôi miên trong 8 năm và đổi tên thành Emilia Moon. Charlie và các bạn đã giải cứu cô trong tập đầu tiên. Emma sau đó đến sống với dì của mình, Julia Ingledew.
Tancred Torsson là người gọi bão. Tổ tiên của cậu được đặt tên theo thần sấm sét Thor. Tancred có thể triệu hồi gió, tuyết, mưa và sấm sét.
Olivia Vertigo là người tạo ảo ảnh. Ban đầu, cô bé không ý thức về năng lực thiên phú của mình cho đến cuối tập 4.

### Các nhân vật khác
Paton Yewbeam là ông cậu của Charlie, và là một trong số ít người tốt của dòng họ Yewbeam. Khi Charlie nỗ lực chiến đấu chống lại gia đình Bloor, Paton đã hỗ trợ cậu hết mình. Ông có khả năng tăng cường nguồn điện.
Amy Bone là mẹ của Charlie. Cô kết hôn với Lyell Bone. Sau khi Lyell mất tích, cô về sống với mẹ Maisie, mẹ chồng là bà Bone và con trai Charlie. Cô là hậu duệ của pháp sư xứ Wales, Mathonwy.
Lyell Bone là chồng của Amy Bone, và là con trai của Grizelda Yewbeam và Montague Bone. Lyell mất tích sau khi kết hôn với Amy Jones - một cô gái không được ban phép thuật. Ông là một nhạc sĩ tài năng. Trong tập 8, ông được tiết lộ là người thừa kế của Học viện Bloor.
Benjamin Brown là một trong những người bạn thân nhất của Charlie, sống đối diện với cậu ở nhà số 12 phố Filbert. Cậu có một con chó tên là Hạt Đậu.
Fidelio Gunn xuất thân từ một gia đình nhạc sĩ tài năng. Cậu là một trong những người bạn trung thành nhất của Charlie.
Julia Ingledew là chủ của Hiệu sách Ingledew, và là dì của Emma Tolly. Cô có một mối quan hệ lãng mạn với Paton Yewbeam. Cuối bộ truyện, hai người kết hôn với nhau.
Maisie Jones, mẹ của Amy Bone, là hậu duệ của Mathonwy, pháp sư xứ Wales và là bạn của Vua Đỏ.
Orvil Onimous, chủ sở hữu Pets Cafe, là một chuyên gia về Vua Đỏ. Trong bộ truyện, ông cùng vợ là Onoria đã hết lòng giúp đỡ Charlie và các bạn.
Grizelda Yewbeam là mẹ của Lyell Bone và là bà nội của Charlie Bone. Bà là chị em với Lucretia, Eustacia, Venetia, và Paton Yewbeam. Mặc dù có quan hệ máu mủ với Charlie, bà và các em gái không ngừng liên minh với gia đình Bloor để chống lại Charlie.
Lucretia Yewbeam là chị cả trong số các bà cô của Charlie, em gái của Bà nội Bone. Khi mẹ bà qua đời một cách bí ẩn tại lâu đài Yewbeam, Lucretia và các chị em đã ở lại và sống với bà cô Yolanda. Bà làm giám thị tại Học viện Bloor.
Eustacia Yewbeam là một nhà tiên tri. Bà là người thứ hai trong số những bà cô của Charlie.
Venetia Yewbeam là em út - người tinh ranh nhất trong 4 chị em nhà Yewbeam. Bà là nhà thiết kế trang phục phù thủy.

## Vũ trụ Charlie Bone
Nimmo và Egmont đã hoàn thành ba tập của phần tiền truyện, Biên niên sử của Vua Đỏ (Chronicles of the Red King), được phát hành dưới dạng bìa mềm vào tháng 4 năm 2011, tháng 4 năm 2012 và tháng 8 năm 2013.
Biên niên sử của Vua Đỏ
1. The Secret Kingdom (04/2011, ISBN 978-1-4052-5732-9)
2. The Stones of Ravenglass (04/2012, ISBN 978-1-4052-5733-6)
3. Leopards' Gold (08/2013, ISBN 978-1-4052-5734-3)